# Comuna Tokariv, Novohrad-Volînskîi
Tokariv (în ucraineană Токарівська сільська рада) este o comună în raionul Novohrad-Volînskîi, regiunea Jîtomîr, Ucraina, formată din satele Kameanka și Tokariv (reședința).

## Demografie
Componența lingvistică a comunei Tokariv
     Ucraineană (98,29%)
     Rusă (1,47%)
     Alte limbi (0,08%)
Conform recensământului din 2001, majoritatea populației comunei Tokariv era vorbitoare de ucraineană (98,29%), existând în minoritate și vorbitori de rusă (1,47%).